# Ligia pigmentata
Ligia pigmentata is een pissebed uit de familie Ligiidae. De wetenschappelijke naam van de soort is voor het eerst geldig gepubliceerd in 1922 door Jackson.